# Androcymbium hierrense
Androcymbium hierrense är en tidlöseväxtart som beskrevs av A.Santos. Androcymbium hierrense ingår i släktet Androcymbium och familjen tidlöseväxter. Inga underarter finns listade i Catalogue of Life.